# Cosroe (nome)
Cosroe  è un nome proprio di persona italiano maschile.

## Varianti in altre lingue
- Armeno: Խոսրով (Xosrov)
- Avestico: Husravah, Husrava, Haosravah[3]
- Catalano: Cosroes
- Croato: Hozroje
- Francese: Khosrô
- Greco moderno: Χοσρόης (Chosroīs)
- Inglese: Khosrau
- Latino: Chosroes[1]
- Olandese: Khusro
- Pahlavi: Khosrau, Khosrav, Khosraw, Khosrow, Kasra, Khosru, Khusrau, Khusrav, Khusraw, Khusro, Khusrow, Khusru, Husraw, Husrav[3]
- Persiano: خسرو (Ḫosrau)
- Polacco: Chosrow
- Russo: Хосров (Chosrov)
- Spagnolo: Cosroes
- Tedesco: Chosrau
- Turco: Hüsrev
- Ungherese: Huszrau, Khoszroész

## Origine e diffusione

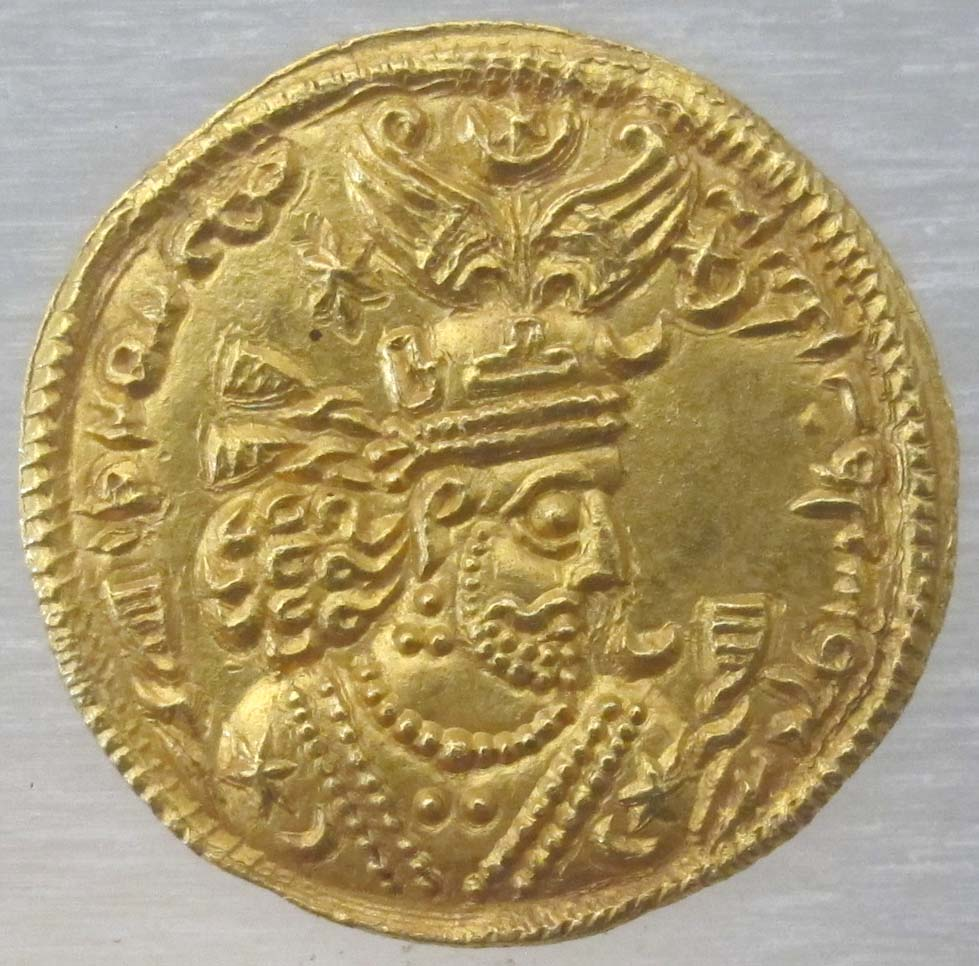
Cosroe II su un dinaro iraniano

Deriva dall'avestico Husravah, composto da hu ("bene", "buono") e sravah (o sravas, "fama", "reputazione"), e vuol dire "di buona fama", "di buona reputazione"; per significato, è quindi analogo ai nomi Eudossia e Dobrosław.
In italiano il nome è registrato sia nella forma Còsroe che nella forma Cosroè, e gode di scarsissima diffusione, ricordato sostanzialmente solo grazie ai due scia di Persia così chiamati.

## Onomastico
Il nome è adespota, non essendo portato da alcun santo, quindi l'onomastico ricade il 1º novembre, giorno di Ognissanti.

## Persone
- Cosroe I, scia di Persia
- Cosroe II, scia di Persia
- Cosroe Dusi, pittore italiano

### Varianti
- Kohsrow Vaziri, wrestler iraniano